# Quarta catalana de futbol
La Quarta Catalana, anomenada fins a la temporada 2010-2011 Tercera Territorial o popularment Tercera Regional, és un torneig organitzat cada any per la Federació Catalana de Futbol, essent la desena categoria a nivell estatal i la cinquena categoria a nivell nacional, per sota de la Tercera Catalana. És la darrera divisió en la piràmide de competició. Està formada per uns 30 grups en què hi poden competir des de 10 fins a 16 equips. Territorialment, els grups es divideixen de la següent manera:
- Grup 1 a 18 - Comarques de Barcelona
- Grups 19 i 20 - Terres de l'Ebre
- Grups 21 i 22 - Comarques de Lleida
- Grups 23, 24 i 25 - Resta de la província de Tarragona
- Grups 26, 27, 28, 29, 30 i 31 - Província de Girona

Puntualment poden afegir-se o suprimir-se grups segons les necessitats de la competició en aquell moment. Eventualment, i per raons de distància o de quadrament de grups, un equip d'un determinat àmbit territorial pot prendre part en un grup diferent al que li pertocaria per la seva situació.